# إسحاق دونكان ماكدوغال
إسحاق دونكان ماكدوغال هو سياسي كندي، ولد في 10 يوليو 1897 في كندا، وتوفي في 4 أبريل 1969. حزبياً، نشط في حزب كندا المحافظ. وقد انتخب عضو مجلس العموم الكندي.